# 実録飛車角 狼どもの仁義
『実録飛車角 狼どもの仁義』（じつろくひしゃかく おおかみどものじんぎ）は、1974年10月5日に東映で公開された日本映画。カラー、シネマスコープ、93分。

## 概要
尾崎士郎の自伝的大河小説『人生劇場』「残侠篇」の登場人物である侠客・飛車角こと、小山角太郎のモデルとされる石黒彦市の生涯を描く。関東大震災から一年後の横浜を舞台に『人生劇場』を実録風にアレンジした奇妙な作品。
石黒ら暴漢や無頼の徒が育った温床、大正末期から昭和にかけての不況と関東大震災による社会不安、左翼思想の台頭とヤクザの右翼化などの動乱世相を背景に、己の力と暴力のみを信じた男の強烈な生き様と屈折を実録として描く。

## あらすじ
関東大震災で96%の家屋が焼失し、2万4千人が死者行方不明となった横浜。新潟からやって来た石黒彦市はやくざの村山組の仕切るゴンゾウ部屋（荷揚げ労働者の寄場）に転がり込み、沖仲士として働きながら賭場に出入りするようになっていた。震災で港は壊滅状態になり沖仲士は皆失職した。彦市は決め事の多いやくざのしきたりを嫌がって杯を受けようとせず、己の力と暴力のみを信じて生きる決意をする。震災後の青空で開催される賭場を風のように現れて掛け金を全てぶんどり、そんな賭場荒らしの手口から"ぶったぐりの彦"と恐れられ、ハマの一匹狼として有名になっていく。

## キャスト
- 石黒彦市：菅原文太
- 村岡健次[3]：小林旭
- おきみ：中川梨絵
- 赤坂トッピン：渡瀬恒彦
- ぽっかり春：待田京介
- 岩田竜堂：内田良平
- 誘拐清水：石橋蓮司
- 桐川猪一郎：室田日出男
- つね安：曽根晴美
- 伊藤鉄火：田中浩
- 仙谷万造：楠本健二
- 佐竹：林彰太郎
- カルメンのお雪：橘真紀
- 亡蛇の三吉：川谷拓三
- 神保慶三：南道郎
- 谷口：西田良
- 臼井亀吉：汐路章
- ナレーター：小松方正
- 尾形：有川正治
- バカ鉄：大前均
- 住谷：成瀬正孝
- 馬丁：平沢彰
- 伊原：松本泰郎
- 津曲：志賀勝
- 梅田：高並功
- 小滝：大木晤郎
- 鉄血社の男：久田雅臣
- 江島：沢美鶴
- 嶋津：舟橋竜次
- 街頭賭博の胴元：秋山勝俊
- 大津屋の主人：蓑和田良太
- 浅井：野口貴史
- トッピンの女：堀越陽子
- 神保の妾：林三恵
- 住人：丸平峰子
- 女郎：星野美恵子
- 遣り手婆：日高綾子
- 誘拐された女：堀めぐみ
- 犯された女：橘三千代
- 賭場の貸元：小田真士
- 久保原：浪花五郎
- 馬丁：木谷邦臣
- 不良学生：司裕介、氷室浩二
- 女衒：宮城幸生
- 脱走囚人：小峰一男
- ボーイ：北川俊夫
- 鉄血社の男：鳥巣哲生
- 岡安の子分：奈辺悟
- 彦市を撃つ男：大矢敬典
- 村山隆造：大滝秀治
- 以下ノンクレジット
- ゴンゾウ部屋の男：藤長照夫、片桐竜次、壬生新太郎、峰蘭太郎、藤本秀夫
- ゴンゾウ部屋の男・街頭賭博の客：福本清三
- 街頭賭博の客：畑中伶一、平河正雄、佐川秀雄
- 署長：那須伸太朗
- 巡査：藤沢徹夫
- バーの客：疋田泰盛
- ボーイ：細川純一
- 賭場の客：矢部義章

## スタッフ
- 企画：橋本慶一
- 原案：飯島晃一
- 監督：村山新治
- 脚本：佐治乾
- 撮影：赤塚滋
- 美術：鈴木孝俊
- 音楽：小杉太一郎
- 録音：溝口正義
- 照明：金子凱美
- 編集：神田忠男
- 助監督：土橋亨

## 製作
将棋を愛好した尾崎士郎が留置場で石黒彦市を知ったのは昭和9年（1934年）頃で、石黒の反骨精神を買い、その後も石黒の面倒もみた。盤上で縦横無尽の活躍をする飛車・角を通り名とした、と尾崎自身も書いている。また石黒自身も自分が飛車角であると認めている。
飯干晃一が、国がヤクザを利用しようとしていた昭和初めに、一人だけそっぽを向いたといわれる石黒に興味を持ち、時代背景、及び横浜を中心に刻明に取材し、『週刊現代』に『昭和残侠伝 狼どもの仁義』というタイトルの小説を連載した。連載の初回に誌上で「『人生劇場』に飛車角こと小山角太郎として出てくる男のモデル・石黒彦市を描いたものだが、石黒は"ぶったぎりの彦"ではあっても、飛車角のイメージを壊すことを恐れるので、石黒彦市の名で通す」と断りを掲載した。本作は連載中のこれを原作とする映画であったが、映画化に際し、岡田茂東映社長がタイトルを『実録飛車角 狼どもの仁義』に改題し、「飛車角のモデル・石黒彦市の素顔を実録路線で暴く。彦市が義理と人情の侠客どころか、賭場荒らしの無法者として描く」などと発表したため、尾崎士郎の未亡人・尾崎清子がビックリして新聞紙上で「小説に出てくる人物はすべて尾崎が創作したもの。飛車角は、石黒彦市の一部は取り入れているかもしれないが、実際は何人ものモデルを使い、侠客の理想像として描いたものです。今回は原作が別にせよ、その飛車角の名前を使われたら大変迷惑。飯干さんには直接、東映には人を立てて、飛車角の名前だけはお使いにならぬよう申し入れました」と抗議した。これを受け、飯干は「先月シノプシスが出来た際、"飛車角"のタイトルがついていたので、あれは尾崎さんの作った人物だからタイトルに使わないようにと東映に言ってある」と話した。ところが岡田社長が「興行はタイトルで決まる」と"飛車角"で押す方針を撤回せず、「尾崎原作と飯干原作が重複しているところはあるが『人生劇場』をやるわけではない。石黒が飛車角と呼ばれた男の一人であることは確か」と話し、その後の経過は不明だが結局、タイトルは『実録飛車角 狼どもの仁義』で公開された。ナレーションで「石黒を日本侠客の代表的人物」と謳い上げた。

### 石黒彦市
石黒は大正11年（1922年）に横浜に住みつきゴンゾウからヤクザになった。生まれながらに組織や権力支配に抵抗し、暴力こそが自己の意志の最後の拠り所という考えを持った荒っぽい男。一匹狼のヤクザになってからは賭場を荒らして名を売り、ぶったぐりの彦という通り名で姿恰好など相当派手好きで女も好んだ。『人生劇場』の小山角太郎とはイメージを異にしている。石黒を暗殺する村岡健次（演：小林旭）も実在実名の人物で、"火の玉小僧"と当時の不良少年から恐れられたという。脚本の佐治乾は、村岡に直接取材ができ、村岡は石黒の印象を「飛車角という男は、奇妙に魅力のある男だった。1日1回は電話で話し合わないと淋しいくらいに仲がよかった」と話したという。

### 脚本
脚本は1970年の日活『反逆のメロディー』で、東映『人生劇場 飛車角』以来のヤクザ映画に対する型の神話を崩したとも評された佐治乾。その佐治が自らの手で、ヤクザ映画の原型になった飛車角そのものを崩壊させ、佐治に於けるヤクザ映画を検証しようという試み。佐治は「飯干さんは石黒を侠客と捉えられているようだが、私はアナーキストに近いと思う」と話した

### キャスティング
中川梨絵のヒロイン抜擢は、菅原文太と脚本の佐治からの推薦。『竜馬暗殺』の撮影終了後にオファーがあり、快諾した。中川は佐治と以前酒を飲んだことがあり、酔っぱらうとあたり構わず酒をひっかける酒癖の悪い中川に佐治は酒をかけられたことがあり、強い印象があったという。佐治は日活の河辺和夫監督と中川主演の映画を作ろうと中川の出演作を全部観ていた。佐治も本作の監督・村山新治も、ポルノシーンがあまり好きでないことから、二人から「梨絵さんは哀れでいじらしい、すがりつくような女でいってくれ」と言われた。 中川は田中登監督の『㊙色情めす市場』を映画館で観て「風景と人間が美しすぎて残酷に描き尽くされた映画を観たのは初めて」と感動して外へ出た途端気絶したと話した。「映画はテレビよりやっぱり凄い、これからはただきれいな愛らしい女優というより汚辱にまみれた演技も出来る女優でありたい」と決意を述べ、また「東宝時代は仕事がなくてやけになってお酒ばかり飲み、日活では仕事が殺到したけど、何ともいえない不安感が募ってやっぱり深酒。もう安息なんて縁のない悪循環を繰り返しているけど、今は猛烈に映画で何を表現できるか、考えられるようになった」等と話した。

### 撮影
1974年9月12日クランクイン。

## 同時上映
『任侠花一輪』
- 原案：小谷夏 / 脚本：村尾昭 / 監督：三堀篤 / 主演：藤竜也

## 興行
1960年代後半から燻り続けていた東映の岡田茂社長と俊藤浩滋プロデューサーの製作方針を巡る対立が1973年初頭に表面化。1973年東映ラインアップに岡田がギャラの高い割にお客の入らない鶴田浩二と高倉健を外して、菅原文太や梅宮辰夫、千葉真一、松方弘樹、渡瀬恒彦、安藤昇、梶芽衣子、池玲子、杉本美樹、谷隼人、中村英子ら、次世代スターをフル回転させ、新路線開拓を狙うラインアップを組むと発表したことで、鶴田と高倉をかこっていた俊藤の怒りが爆発した。同年3月、関東東映会の佐々木進会長を立て表面上の和解がなされたが、実際は和解しておらず、新聞誌上で岡田を誹謗した鶴田は、一年半、映画を干された。高倉も岡田から高倉プロの撤回を要求されて確執があり、東映作品の出演を拒むようになっており、この騒動の時にトップスターたちのテレビや他社出演も従来より柔軟な姿勢で対処していくという申し合わせがなされたが、俊藤派の高倉が東宝に貸し出しされて製作された『無宿』に、岡田派が同時期、本作『実録飛車角 狼どもの仁義』をぶつけた。菅原文太も俊藤派と見なされていたが、先のお家騒動で、岡田と俊藤の板挟みに苦しんだ菅原は、沈黙を貫き、お咎めなしになっていた。

## 映像ソフト
- 2017年5月10日に東映ビデオからDVDが発売された。